# More Bloody Horowitz
More Bloody Horowitz is een griezelboek met tien kortverhalen van Anthony Horowitz. Het gaat vooral over dagelijkse thema's maar dan sterk overdreven en nogal gruwelijk. Het boek bevat tevens een slot waar in men kan lezen hoe de schrijver zijn uitgever vermoordt omdat hij bepaalde passages wilde censuren.

## Inhoud
- De Moord op Darren Shan
- Leven op het Spel
- Bestemming Bereikt
- De Cobra
- Robo-Nanny
- intermezzo
- Mijn Freaky Franse Gastgezin
- Shebay
- Zit Je Lekker?
- Ingeplugd
- Hoogspanning
- Dodelijke censuur (slot)